# 弗朗切斯科·亚尼奇
弗朗切斯科·亚尼奇（義大利語：Francesco Janich，1937年3月27日—2019年12月2日），意大利男子足球运动员，场上位置是后卫。他曾代表意大利参加1962年和1966年国际足联世界杯，均获得第九名。